# Leptogaster contermina
Leptogaster contermina är en tvåvingeart som beskrevs av Edwards 1919. Leptogaster contermina ingår i släktet Leptogaster och familjen rovflugor. Inga underarter finns listade i Catalogue of Life.